# 1e Leger (Verenigde Staten)

Insigne van het Amerikaanse 1e Leger

Het Eerste Leger van de Verenigde Staten is een veldleger van de Amerikaanse landmacht dat vocht in beide wereldoorlogen.

## Eerste Wereldoorlog
Het eerste leger werd opgericht op 10 augustus 1918 als deel van de American Expeditionary Force.

## Interbellum
In 1920 beval stafchef generaal Douglas MacArthur dat vier legers moesten opgericht worden met elk drie korpsen. 
Het eerste leger bevond zich in het noordoosten van de Verenigde Staten en werd op 11 september 1933 te Fort Jay op Governors Island (New York) actief.
Bevelhebber was generaal Dennis E. Nolan. Het eerste korps bevond zich te Boston, het tweede korps te Fort Jay, en het derde korps te Fort Howard bij Baltimore. 
Nolan werd opgevolgd door generaal-majoor Fox Conner, mentor van Dwight Eisenhower en George C. Marshall. 
In 1938 ging Connor met pensioen en werd opgevolgd door Hugh A. Drum. Hij organiseerde tussen 1939 en 1941 grote legeroefeningen in Louisiana (de Louisiana-manoeuvres) en North Carolina.

## Tweede Wereldoorlog
Bij het uitbreken van de Tweede Wereldoorlog kreeg Drum een andere opdracht en kreeg generaal George Grunert het bevel. Het eerste leger vertrok in januari 1944 naar het Engelse Bristol onder bevel van generaal Omar Bradley.
Het Eerste Leger landde in Normandië op 6 juni 1944.
Ze namen het schiereiland Cotentin in en veroverden Cherbourg.
Bij Operatie Cobra braken ze door de Duitse verdediging en hielp om de Zak van Falaise te omsingelen. 
Na inname van Parijs gaf de Duitse bevelhebber Dietrich von Choltitz zich op 25 augustus over tegen Hitlers bevelen in.
Het eerste leger rukte op naar België.
Bij het Ardennenoffensief raakte het eerste leger afgesneden.
Het eerste leger bereikte op 5 maart 1945 de Rijn in Operatie Lumberjack.
Op 7 maart stak het leger over de intacte brug bij Remagen de Rijn over.
Op 25 april ontmoette het eerste leger het Rode Leger
In mei 1945 trok het eerste leger terug naar New York om een inzet tegen Japan voor te bereiden in Operatie Coronet, de tweede fase van Operatie Downfall de invasie van Honshū in de lente van 1946, maar de Japanse overgave in augustus 1945 maakte dit overbodig.

## Na de oorlog
Het 1e Leger keerde in 1945 terug naar Fort Jackson (South Carolina), daarna naar Fort Bragg en vervolgens naar Fort Jay in de lente van 1946.
In 1966 verhuisde het eerste leger naar Fort Meade (Maryland).
In 1993 verhuisden ze naar Fort Gillem in Atlanta.
Ze verleenden in 2005 hulp na de orkaan Katrina. Bevelhebber Russel Honoré van Louisiana ontving daarvoor een Joint Meritorious Unit Award.
In 2005 besloot een Base Realignment and Closure Commission tot een verhuizing naar Rock Island Arsenal (Illinois) in 2011.